# Орхус
О́рхус або Óргус (дан. Århus) — місто в Данії, на сході півострова Ютландія. Місто розташоване вздовж однойменної затоки й має велику гавань. Друге за кількістю населення місто Данії.

## Історія
Походження міста невідоме, хоча були віднайдені сліди поселення вікінгів поблизу устя тепер перекритого Орхуського потоку. Найстарша відома хартія для міста (1441) посилається на ще ранішу хартію. Орхус став центром католицької єпархії у 948 році й процвітав протягом ранніх середніх віків, маючи багато релігійних установ в ті часи, але місто занепало після Реформації.
Починаючи з 19-го століття, індустріалізація, розвиток мережі данської системи залізниць, і розбудова гавані міста стимулювали ріст міста і привели до того, що сьогодні воно є головним містом Ютландії і другим найбільшим містом Данії. Це важливий порт та центр торгівлі та індустрії в Ютландії. Виробнича промисловість Орхуса включає метали, хімікати, машинобудування, пиво, та тютюнові вироби. У місті теж знаходяться суднобудівні підприємства.

## Економіка
Місто є торгово-промисловим центром, залізничним вузлом. Розвинені машинобудування (фабрика компанії Danfoss), хімічна, текстильна, харчова промисловість. Також у місті знаходиться штаб-квартира дансько-шведської компанії Arla Foods — великого виробника молочних продуктів.

## Культура
У місті розташовано Орхуський університет (заснований 1928 року), оперний театр, ботанічний сад, діє великий Симфонічний оркестр Орхуса.
У концертному залі (дан. Musikhuset) регулярно проходять музичні фестивалі, у тому числі фестиваль Орхуса, який проводиться в перший тиждень вересня і має всеєвропейську популярність.

## Архітектура
- «Айсберг» — житловий комплекс, зведений 2013 року.

### Пам'ятки
У Старому місті розташовано кафедральний готичний собор XIII-XV століть (найбільша церква країни), церква Фрукірхе (XI-XV століття), стара ратуша (1857). Цікаві також Нова ратуша (1938—1942, арх. Арне Якобсен), комплекс будівель університету.
У музеї «Старе місто» зібрано понад 50 будинків з різних міст Данії XVI—XVII століть. В художньому музеї зібрано данський живопис XIX—XX століть. Музей історії містить ряд унікальних артефактів. Є також музеї природознавства, історії науки й медицини, пожеж і захисту від них, Жіночий музей, музей міста Орхуса, музей вікінгів, обсерваторія тощо.
У центрі міста розташовані кілька мальовничих фонтанів (найвідоміший з них — «Фонтан свиней» перед ратушею, побудований 1941 року).

## Уродженці
- Оле Ворм (1588—1655) — данський медик, колекціонер, натураліст.
- Оле Ремер (1644—1710) — данський астроном.
- Олаф Фьонсс (1882—1949) — данський і німецький театральний та кіноактор.
- Ельза Марія Паде (* 1924) — данська композиторка.
- Свен Оге Мадсен (* 1939) — данська письменник.
- Б'ярн Страуструп (* 1950) — автор мови програмування C++.
- Томас Хельміг (* 1964) — данський співак.
- Мартін Йоргенсен (* 1975) — данський футболіст.
- Мортен Остергаард (* 1976) — данський політик.
- Метте Шьольдагер (* 1977) — данська бадмінтоністка, олімпійська медалістка.
- Іда Корр (* 1977) — данська соул-співачка.
- Юлі Бертельсен (* 1979) — данська співачка.
- Крістофер Фааруп (* 1992) — данський гірськолижник.

## Галерея

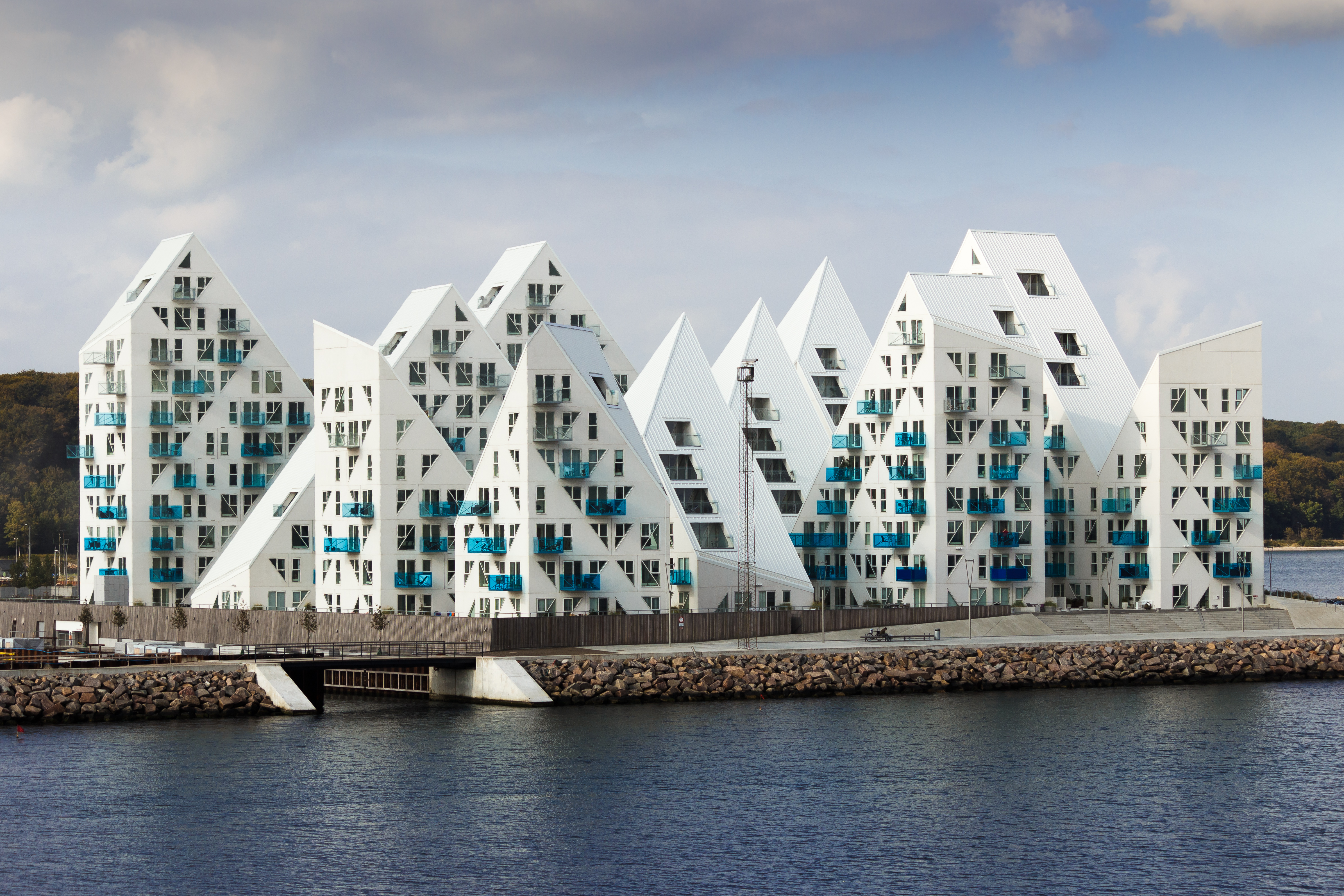
ЖК «Айсберг»
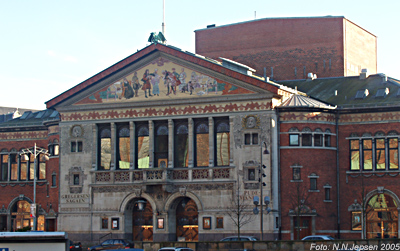
Театр
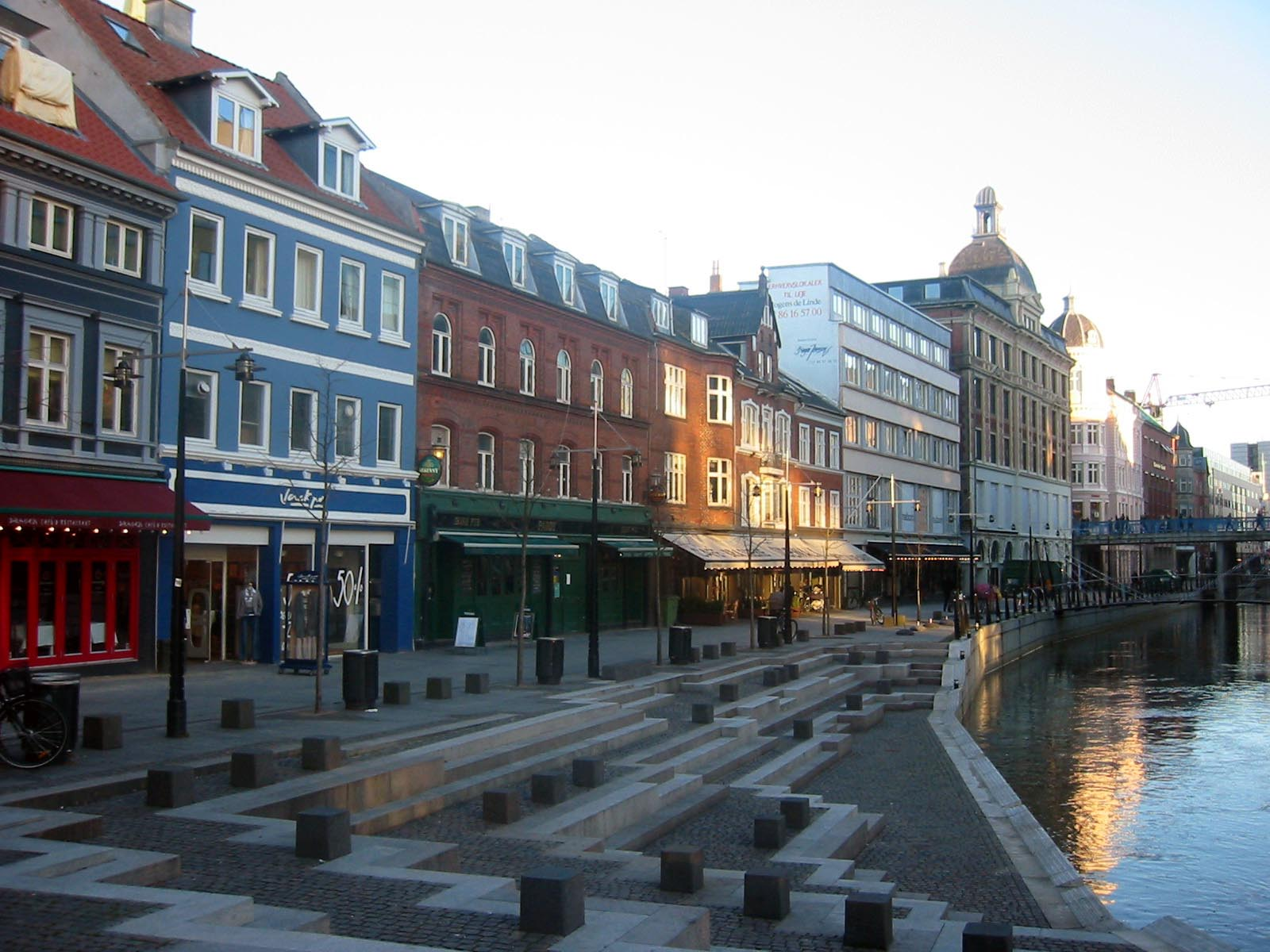
Набережна каналу
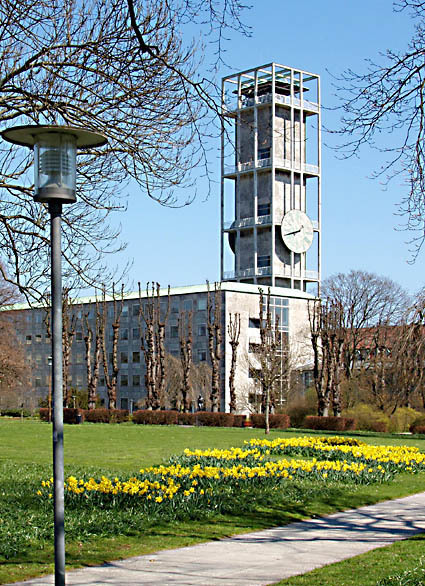
Ратуша
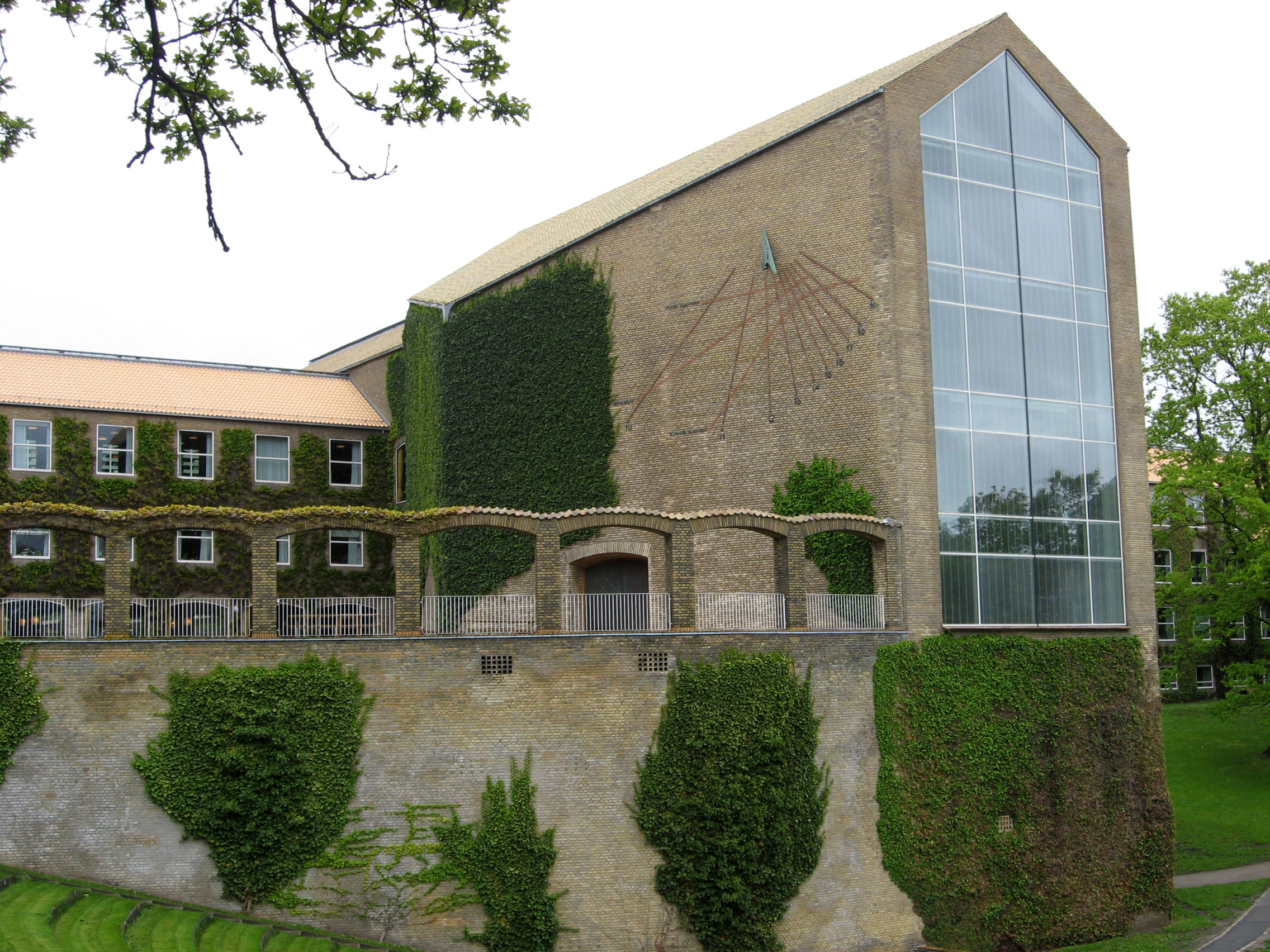
Орхуський університет
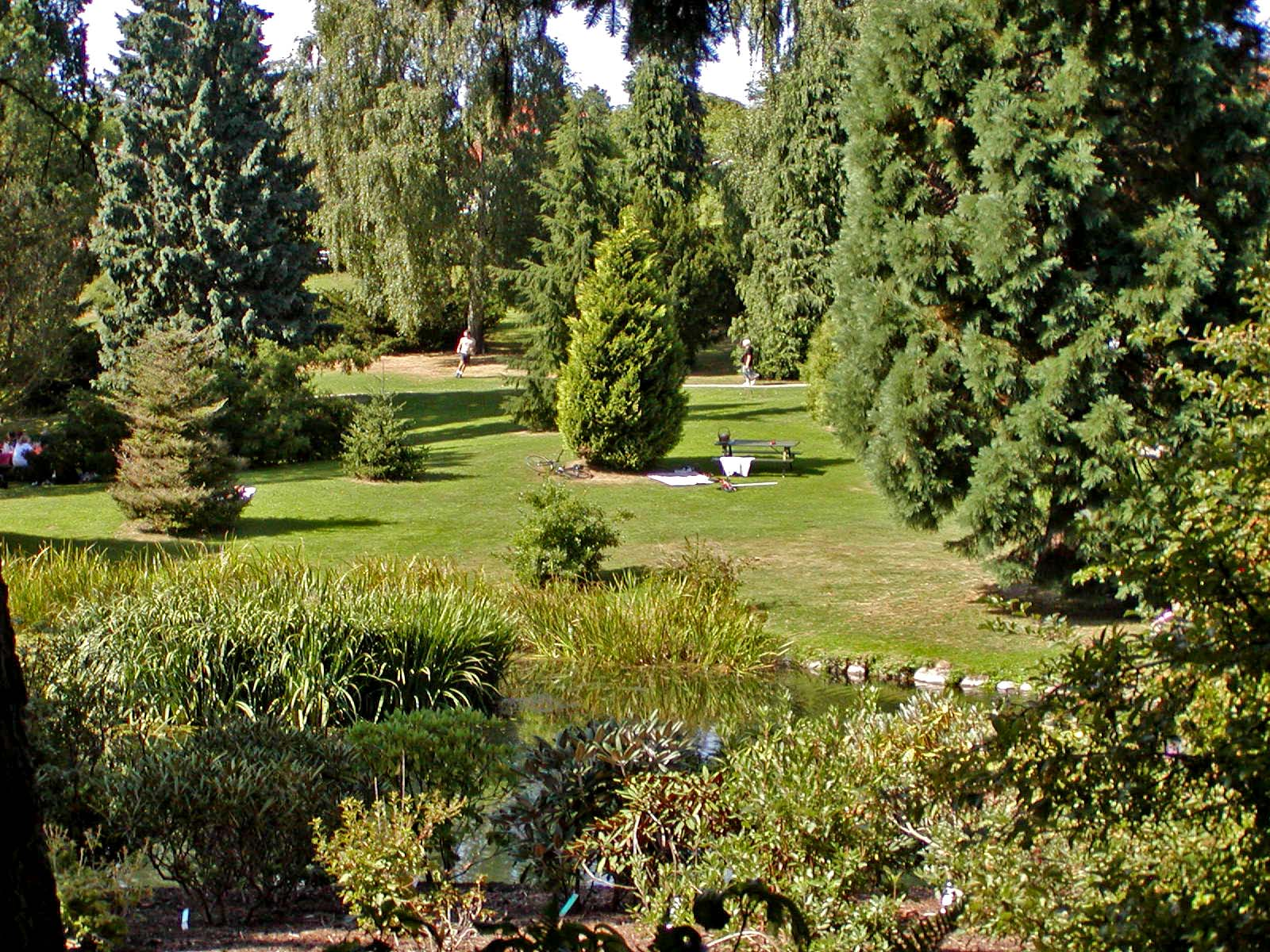
Орхуський ботанічний сад